# Афера Сапио
Аферата „Сапио“ е случай от 1992 г. при който бившият депутат от СДС във Великото народно събрание Ясен Златков внася в България стоки, след получено от него разрешение от тогавашния министър на финансите Иван Костов за безмитен внос.
На 24 март 1992 г. Костов, в качеството си на министър на финансите в правителството на Филип Димитров, подписва разрешение, с което фондация „Сапио“ една седмица да осъществява безмитен внос на стоки. Фондацията е собственост на бившия депутат от СДС във Великото народно събрание Ясен Златков. Преди 10 ноември 1989 г. Златков работи осем години в Института по история на БКП, а след това неочаквано се появява в средите на опозицията. Въпреки че разрешението е парафирано като „еднократно, по изключение“, фондацията го размножава и с него внася няколко големи пратки. Ясен Златков успява да внесе в България стоки за около пет милиона долара.
Няколко месеца по-късно в пресата се появяват обвинения, че разрешението е издадено в нарушение на въведения през февруари 1992 г. данъчен режим за фондации. Главната прокуратура започва предварителна проверка по случая, която завършва на 10 февруари 1993 г., установявайки, че Костов не е нарушил законите на страната, тъй като само подписът му не разрешава вноса и писмото не е заведено по надлежния ред в Министерството на финансите, като липсва син печат от Министерството. Самият Иван Костов твърди, че е имал правно основание да издаде разрешение за внос. Според него престъплението е в нееднократното използване на разрешението, като още докато е министър на финансите, започва съдебно дело срещу Фондация „Сапио“, с което имуществото на фондацията е запорирано и митниците си възстановяват нанесените им щети. Ясен Златков емигрира в Съединените американски щати и регистрира Фондация „Сапио“ зад граница.
През 1994 г. е съставена анкетна комисия към Народното събрание, която установява, че фондация „Сапио“ е нанесла щети на държавния бюджет от невнесени акцизи, мита и данъци в размер на 338 498 022 тогавашни лева, равностойни на 13 540 000 щатски долара.
В интервю с Десислава Хаджиева бившият главен прокурор Иван Татарчев посочва, че е наредил възобновяване на прекратената предварителна проверка по делото Сапио. Той потвърждава, че възложената от него предварителна проверка е завършила с мнение за образуване на следствие срещу Костов. Противно на това мнение главният прокурор не завежда дело, което впоследствие оправдава с изтичащия си мандат (1999). Той посочва оправданията на Костов с митничарите като неморални, защото няма как да не бъде изпълнено нареждане на висшестоящ началник – митниците са на подчинение на Министерството на финансите.
Според Румен Киров от Националната следствена служба давността по делото „Сапио“ е изтекла през 2002 г. Иван Татарчев твърди, че въпросът за давността е спорен, защото предварителната проверка може да се разглежда като наказателно преследване, т.е. да удължи давностния срок до 2008 г.